# Herbert Mullin
Herbert Mullin, född 18 april 1947 i Salinas, Kalifornien, död 18 augusti 2022 i Stockton, Kalifornien, var en amerikansk seriemördare som mördade 13 personer i början av 1970-talet. Han led av schizofreni vid tidpunkterna för brotten.

## Tidigt liv
Mullin föddes i Salinas, Kalifornien, men växte upp i Santa Cruz. Hans far var en strikt andra världskriget-veteran som ofta berättade om sina heroiska insatser och visade sin son i ung ålder hur man använder ett vapen.
Mullin var omtyckt i skolan och hade många vänner. Han blev framröstad som "Mest trolig att lyckas" av sina klasskamrater. Strax efter att ha tagit studenten avled Mullins bästa vän i en bilolycka, vilket knäckte honom; Mullin byggde till och med ett altare till sin avlidne kamrats ära på sitt rum. Under denna tid började Mullin även frukta att han var homosexuell trots att han sedan lång tid hade en flickvän.
1969 vid 21 års ålder gick Mullin med på att låta familjen skriva in honom på ett mentalsjukhus, och under de följande åren skulle Mullin flytta mellan olika institutioner bara för att snabbt skriva ut sig igen. Han uppvisade självdestruktiva beteenden såsom att släcka cigaretter på sin egen kropp. Han sökte sig sedan till religionen och försökte bli präst men blev utslängd från sitt boende då han förde oväsen, bankade i golvet och högljutt talade med personer som inte fanns.
Flera år senare skulle Robert K. Ressler, en berömd gärningsmannaprofilerare på FBI, sammanställa en rapport som påvisade att Mullin led av schizofreni.

## Morden
Vid 25 års ålder, 1972, flyttade Mullin tillbaka till sina föräldrar i Santa Cruz. Han led då av vanföreställningar och hörde röster som sade att en stor jordbävning var förestående och att han genom att utföra mord kunde förhindra detta. Mullins födelsedag den 18 april är årsdagen av 1906 års stora jordbävning i San Francisco, vilket Mullin ansåg vara mycket betydande. Enligt Mullin hade kriget i Vietnam producerat tillräckliga mängder av blodsoffer för att blidka naturen men nu när kriget trappades ner skulle han behöva döda för att hålla naturen i balans. I oktober slog Mullin ihjäl en 55-årig hemlös man med ett baseballträ efter att mannen liftat och Mullin lurat in honom i sin bil. Senare skulle Mullin hävda att mannen var Jonah, en person från bibeln, och att han genom telepati fått kontakt och bett Mullin döda honom "så att andra får leva".
Även nästa offer skulle Mullin plocka upp när offret liftade. 24-åriga Mary Guilfoyle höggs ihjäl i Mullins bil medan han fortfarande körde. Efter mordet skar Mullin upp buken på Guilfoyle, tog ut tarmarna och undersökte dem för att hitta "föroreningar". När kroppen hittades misstänktes en annan amerikansk seriemördare för dådet, Edmund Kemper. Det tog ett antal månader innan hennes kropp hittades och polisen kopplade inte ihop morden förrän långt senare.
Bara fyra dagar efter mordet på Guilfoyle slog och sparkade Mullin ihjäl en präst när han gått för att bikta sig. Mullin menade att prästen Henri Tomei frivilligt offrat sig för att rädda världen. Tomei förblödde och vittnen såg Mullin lämna kyrkan men kunde inte ge något bra signalement till polisen.
Efter det tredje mordet försökte Mullins ta värvning i den amerikanska marinkåren. Han klarade de fysiska och psykiska proven men när man upptäckte att Mullin hade gripits flera gånger för mindre och obskyra brott nekades han tjänstgöring. Detta spädde på Mullins vanföreställningar om olika konspirationer, som enligt honom en mäktig grupp av hippies låg bakom.
I januari 1973 hade Mullins slutat missbruka droger, på vilka han skyllde alla sina problem, och skaffat sig flera olika skjutvapen. Han sökte upp sin gamla skolkamrat Jim Gianera som hade sålt marijuana till honom. Gianera hade flyttat men Mullin fick hans adress av Kathy Francis, den nya ägaren till huset. Mullins fann och mördade Gianera och hans fru med en pistol och knivhögg därefter kropparna. Mullins återvände sedan till Kathy Francis för att mörda även henne men hon var borta för tillfället. Då mördade han istället Kathys man och deras 9- och 4-åriga barn, då Kathys man visade sig vara knarklangare. På grund av dessa mord har det framförts tvivel på om huruvida Mullins verkligen varit sjuk vid mordtillfällena, då morden på familjen Francis utfördes för att undanröja vittnen.
Under februari 1973, när Mullins vandrade runt i Henry Cowell Redwoods State Park, observerade han fyra pojkar som campade. Han tog kontakt med dem under förespegling att vara parkvakt och uppmanade dem att lämna parken då de förorenade den. Han varnade dem att han skulle komma tillbaka dagen efter för att se till att de var borta. Pojkarna tog inte hotet på allvar och dagen efter kom mycket riktigt Mullins tillbaka och mördade dem. Han övergav deras kroppar och de hittades inte förrän några veckor senare.
Det sista mordet utfördes den 13 februari 1973, när Mullins helt kallt mördade en man som sådde sin gräsmatta. Mullins observerade mannen från sin bil, gjorde en U-sväng, klev ur och använde sitt gevär för att mitt på dagen mörda mannen. Mordet observerades av flera vittnen som gav polisen registreringsnumret. Ett par minuter senare var Mullins gripen.

## Offer
- Lawrence White, 55 år, 13 oktober 1972.
- Mary Guilfoyle, 24 år, 24 oktober 1972.
- Fr Henri Tomei, 65 år, 2 november 1972.
- Jim Ralph Gianera, 25 år, 25 januari 1973.
- Joan Gianera, 21 år, 25 januari 1973.
- Kathy Francis, 29 år, 25 januari 1973.
- Daemon Francis, 4 år, 25 januari 1973.
- David Hughes, 9 år, 25 januari 1973.
- David Allan Oliker, 18 år, 6 februari 1973.
- Robert Michael Spector, 18 år, 6 februari 1973.
- Brian Scott Card, 19 år, 6 februari 1973.
- Mark John Dreibelbis, 15 år, 6 februari 1973.
- Fred Perez, 72 år, 13 februari 1973.

## Rättegång och straff
Under tiden som häktad erkände Mullins morden och angav att han styrts av röster och att han genom sina dåd förhindrat den stora jordbävningen. Mullins var åtalad i Santa Cruz för 10 mord, 3 mord hade utförts i andra countyn. Rättegången påbörjades den 30 juli 1973. Mullins erkände samtliga mord och rättegången skulle mer handla om huruvida Mullins hade begått morden under psykoser eller med berått mod. Det faktum att Mullins försökt sopa igen spår talade för att Mullins var vid sina sinnens fulla bruk medan försvaret menade att hans sjukdomshistoria tydligt visade att han led av schizofreni. Den 19 augusti 1973 föll domen mot Mullins, han förklarades skyldig till överlagt mord på Jim Gianera och Kathy Francis familj eftersom de tycktes vara planerade. Han dömdes för mord i de övriga fallen.
I december 1973 åtalades Mullin i Sanata Clara för mordet på Henri Tomei vilket Mullins erkände sig skyldig till men åberopade sinnessjukdom.
För dessa mord blev Herbert Mullins dömd till livstids fängelse och kunde tidigast ansöka om nåd år 2025 då han skulle vara 78 år gammal. Han avtjänade sitt straff på Mule Creek State Prison, Ione, Kalifornien.